# Jean Winand
Jean Winand, né à Liège le 12 février 1962 , est un égyptologue belge. Il est maître de recherches honoraire du Fonds national de la recherche scientifique (FNRS), et professeur ordinaire à l'université de Liège, où il dirige le service d'égyptologie. De 2010 à 2017, il a été doyen de la Faculté de Philosophie et Lettres de l'université de Liège et premier vice-recteur de l'université de Liège de 2018 à 2022.
Il est membre de l'Académie royale de Belgique, classe des lettres, depuis 2017.

## Biographie
Après des études de lettres classiques et des études en langues et littératures orientales (égyptien et akkadien), il soutient en 1989 une thèse de doctorat consacrée à la morphologie verbale en néo-égyptien, puis une « thèse d'agrégation de l'enseignement supérieur » sur Temps et aspect en égyptien ancien. Une approche sémantique. Ses travaux portent actuellement sur la langue et les textes de l'Égypte ancienne.
Il est le fondateur et le co-directeur (avec Stéphane Polis) du projet Ramses, lancé en 2006.
En avril 2014, il se présente à l'élection rectorale de l'université de Liège et échoue au premier tour avec 24,72% des suffrages.
Il a été le co-président du comité des programmes de la première conférence mondiale des humanités, qui s'est tenue à Liège, sous l'égide de l'UNESCO, du 6 au 12 août 2017.
En octobre 2018, Jean Winand est élu premier vice-recteur de l'université de Liège pour un mandat de quatre ans. Il se présente comme un défenseur de la place de la recherche fondamentale à l’université et de son articulation avec l'enseignement.
En avril 2022, il se présente à nouveau à l'élection rectorale de l'université de Liège. Il récolte 39,68% des suffrages au second tour et échoue à s'imposer face à Anne-Sophie Nyssen.
En dehors de ses activités d'égyptologue, Jean Winand s'intéresse aux sources de l'information, à la construction du savoir et à sa dissémination. Il crée ainsi la première chaire UNESCO de l'université de Liège en 2021, intitulée "Pour une science ouverte ! Les humanités au carrefour de l’interdisciplinarité."

## Prix et distinctions
- Prix annuel de la Classe des Lettres de l'Académie royale de Belgique, 1988.
- Prix des Amis de l'Université de Liège, 1993.
- Prix des Alumni de la Fondation universitaire, 1998.
- Prix Anne-Liese Maier (de) de la Fondation von Humboldt, 2015.
- Chevalier dans l'ordre des Palmes académiques (France).

## Ouvrages
- Le Voyage d'Ounamon. Index verborum, concordance, relevés grammaticaux, Liège, coll. « Ægyptiaca Leodiensia » (no I), 1988
- Les hiérothytes. Recherche institutionnelle, Bruxelles, coll. « Académie royale de Belgique - Classe des Lettres » (no LXVIII-4), 1990
- Études de néo-égyptien. I : La morphologie verbale, Liège, coll. « Ægyptiaca Leodiensia » (no II), 1992
- L'art du parfum, Paris, Le Temps Apprivoisé, 1993
- Grammaire raisonnée de l'égyptien classique, Liège, coll. « Ægyptiaca Leodiensia » (no VI), 1999
- Temps et aspect en ancien égyptien. Une approche sémantique, Leyde, Éditions Brill, coll. « Probleme der Ägyptologie » (no XXV), 2006
- Lexique du Moyen Egyptien. Avec une introduction grammaticale et une liste des mots présentés selon le classificateur sémantique, Liège, coll. « Aegyptiaca Leodiensia » (no 8), 2013
- Les hieroglyphes égyptiens, Paris, Presses universitaires de France, coll. « Que-sais-je ? » (no 3980), 2022, 3e éd.
- Aux origines de l'écriture. Le cas de l'Egypte ancienne, Bruxelles, Académie royale, coll. « L'Académie en poche » (no 20), 2013
- La réception des hiéroglyphes de l'Antiquité aux Temps modernes, Bruxelles, Académie royale, coll. « L'Académie en poche » (no 21), 2013
- Les Pharaons. Histoire personnelle, Paris, Presses universitaires de France, 2017
- L'Université à la croisée des chemins : Plaidoyer pour une université de la culture, Bruxelles, Académie royale, 2018, coll. « L'Académie en poche »
- Les hiéroglyphes en Europe avant Champollion. Depuis l'Antiquité classique jusqu'à l'Expédition d'Égypte, Liège, 2022